# Turan (Izrael)
Turan (hebr. טורעאן; arab. طرعان; ang. Tur'an) – samorząd lokalny położony w Dystrykcie Północnym, w Izraelu.

## Położenie
Miejscowość Turan jest położona na wysokości od 200 do 300 metrów n.p.m. u podnóża góry Har Turan (548 m n.p.m.) w północnej części Doliny Bikat Turan w Dolnej Galilei, na północy Izraela. Z gór spływa strumień Turan, natomiast na południe od miejscowości przepływa strumień Jiftachel. W jej otoczeniu są miejscowości Bu’ejne Nudżejdat i Kefar Kanna, kibuc Bet Rimmon, moszaw Ilanijja, wioski komunalne Hosza’aja, Micpe Netofa i Giwat Awni, wioska młodzieżowa Hodajot, oraz arabskie wioski Rummat al-Hajb i Uzajr. Na południowy wschód od miejscowości jest baza wojskowa Chawat Ha-Szomer, a na północnym wschodzie baza wojskowa Netafim i baza wojskowa Ajlabun. Na południowym zachodzie jest strefa przemysłowa Cippori.
Turan jest położone w Poddystrykcie Jezreel, w Dystrykcie Północnym Izraela.

## Historia
Data powstania Turan jest nieznana, jednak badania archeologiczne odkryły pozostałości pierwszej osady istniejącej w tym miejscu już w epoce żelaza. Najwyraźniej osada ta była w XII-XI wieku p.n.e. otoczona murem obronnym. Kolejne ślady wioski pochodzą z okresu rzymskiego i bizantyjskiego (znana pod nazwą Tir’an). Wydaje się, że osada żydowska zanikła gdzieś przed podbojem arabskim w 637 roku, a pozostali mieszkańcy między VII a X wiekiem przeszli na Islam. Z tego okresu zachowały się pozostałości budynków oraz ceramika.
W 1517 roku Turan wraz z całą Palestyną przeszła pod panowanie osmańskie. Rejestr podatków z 1596 roku wspomina o wiosce, która była wówczas zamieszkała przez 48 muzułmańskich rodzin. Mieszkańcy płacili podatki z upraw pszenicy, jęczmienia, drzew oliwnych, drzew owocowych i hodowli kóz oraz pszczelarstwa. W 1848 roku amerykański oficer William F. Lynch opisał Turan jako „miejsce ufortyfikowane”. W 1875 roku, francuski podróżnik Victor Guérin odwiedził wioskę, która liczyła wówczas około 350 muzułmańskich mieszkańców i 200 „Greków”. W 1881 roku towarzystwo Palestine Exploration Fund opisało Turan jako „kamienną wieś, częściowo zbudowaną z bazaltu, zawierającą około 300 mieszkańców, połowa chrześcijańskich, połowa muzułmańskich ... Miejscowość leży u stóp wzgórza i jest otoczona gajem oliwnym. Po stronie południowo-zachodniej jest dobre źródło”. Po I wojnie światowej w 1918 roku Turan przeszła pod panowanie Brytyjczyków. Utworzyli oni w 1921 roku Brytyjski Mandat Palestyny. W poszukiwaniu skutecznego rozwiązania narastającego konfliktu izraelsko-arabskiego w dniu 29 listopada 1947 roku została przyjęta Rezolucja Zgromadzenia Ogólnego ONZ nr 181. Zakładała ona między innymi, że wioska Turan miała znaleźć się w granicach nowo utworzonego państwa arabskiego. Arabowie odrzucili tę Rezolucję i dzień później doprowadzili do wybuchu wojny domowej w Mandacie Palestyny. W trakcie jej trwania rejon wioski zajęły siły Arabskiej Armii Wyzwoleńczej, które sparaliżowały żydowską komunikację w całej okolicy. Podczas I wojny izraelsko-arabskiej wojska izraelskie przeprowadziły operację „Dekel” w trakcie której, w dniu 18 lipca zajęto Turan. W odróżnieniu od wielu wiosek w Galilei, Izraelczycy nie wysiedlili jednak mieszkańców Turan. Dzięki temu zachowała ona swoją arabską tożsamość. Domy mieszkańców, którzy uciekli, zostały zajęte przez arabskich uchodźców z sąsiednich wsi. Wieś pozostawała pod wojskowym zarządem do 1966 roku. W 1959 roku otrzymała status samorządu lokalnego.

## Demografia

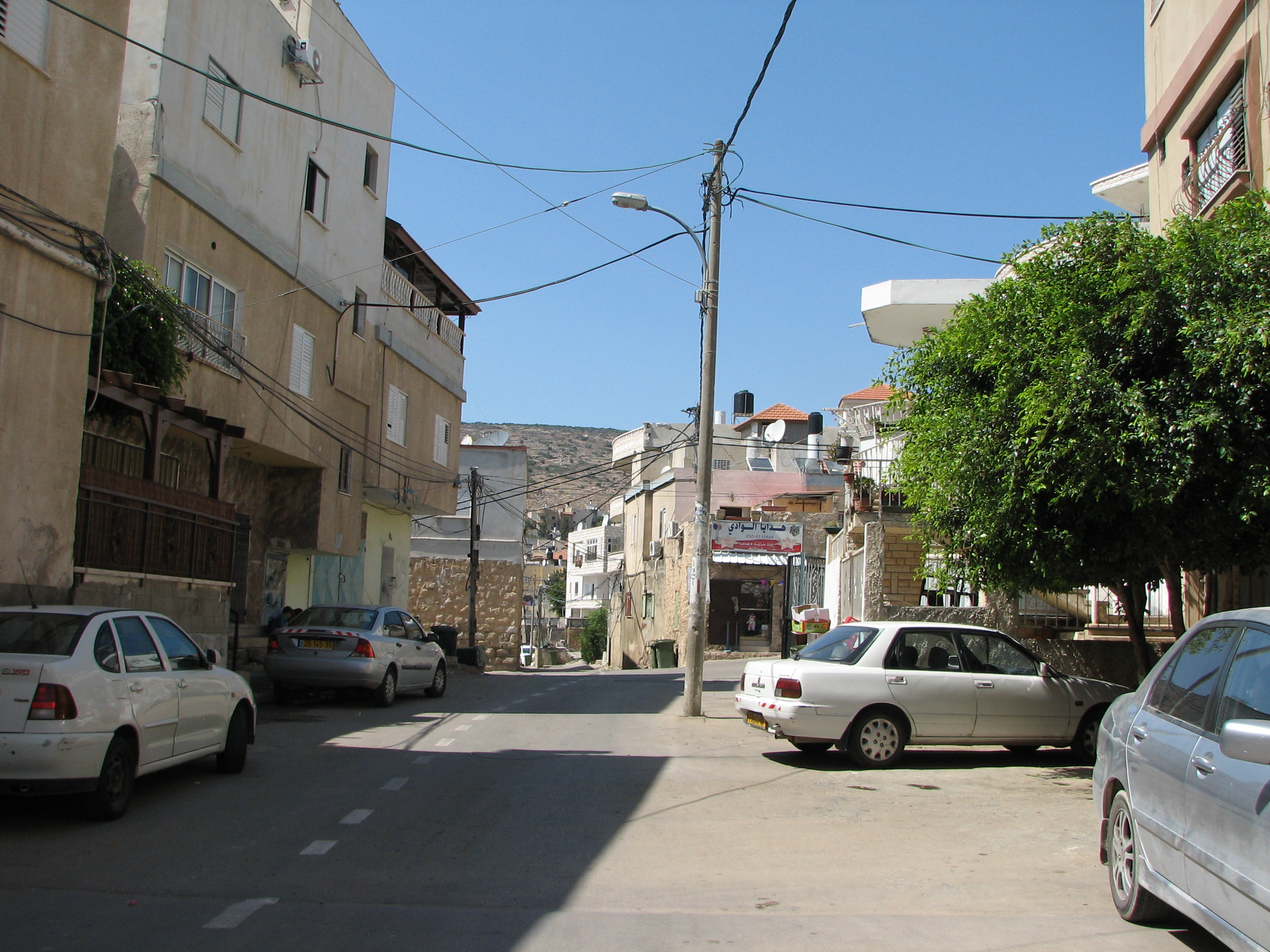
Typowa ulica Turan

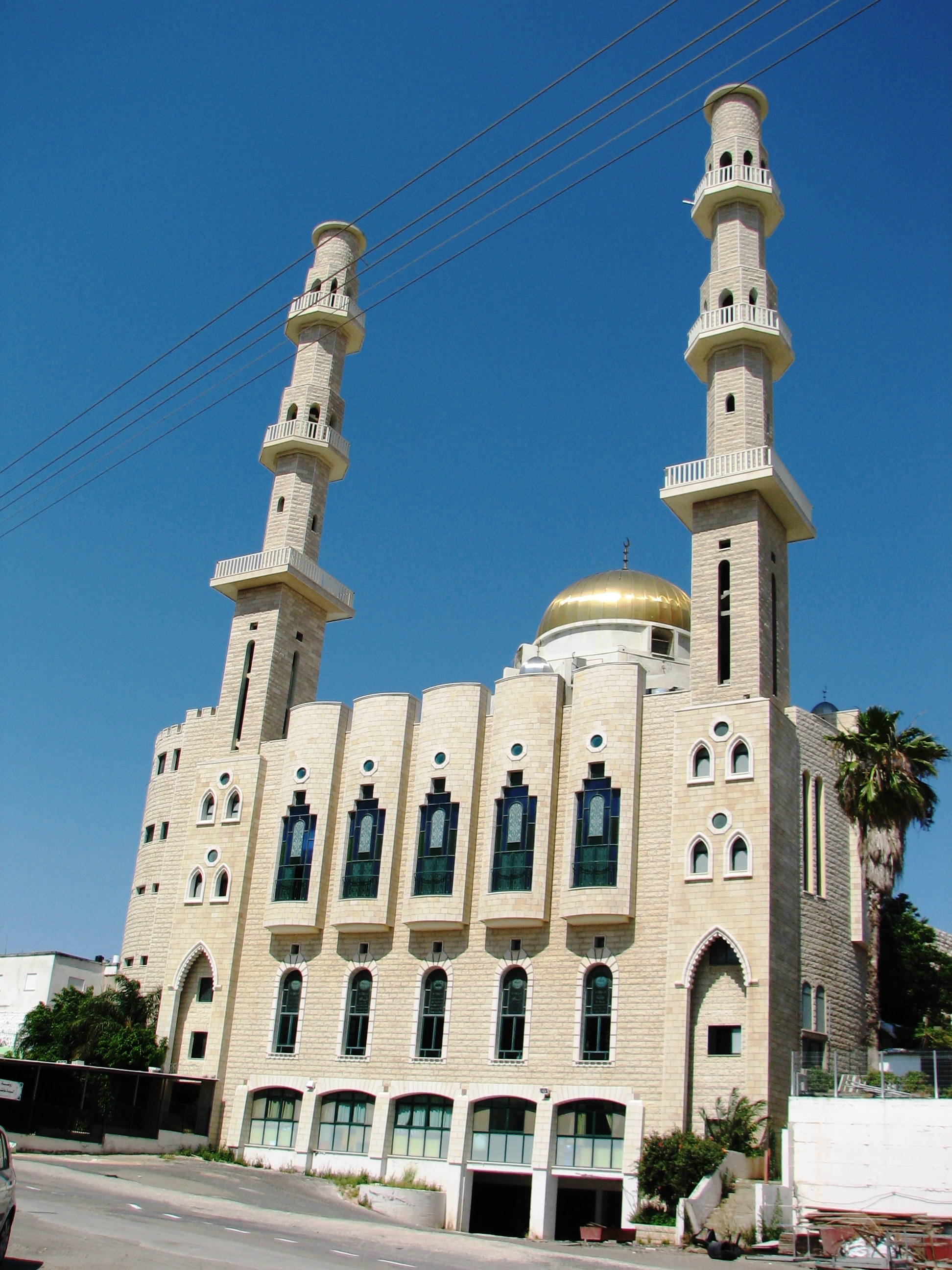
Meczet Abu Bakr Sadik w Turan

Zgodnie z danymi Izraelskiego Centrum Danych Statystycznych w 2013 roku w Turan żyło ponad 12,8 tys. mieszkańców, w tym 87,3% Arabowie muzułmanie i 12,7% Arabowie chrześcijanie. Jest to niewielkie miasteczko, którego populacja charakteryzuje się niewielkim, lecz stałym wzrostem liczebności. Według danych z 2011 roku przyrost naturalny w porównaniu do poprzedniego roku wyniósł 1,3%. W roku tym urodziło się 290 dzieci, a zmarło 255 osób (odnotowano 2 zgony niemowląt). Według danych za 2011 rok liczba zatrudnionych pracowników wynosiła 3565, a liczba osób pracujących na własny rachunek wynosiła 453. Średnie miesięczne wynagrodzenie w 2011 roku wynosiło 4737 ILS (średnia krajowa 7964 ILS). Zasiłki dla bezrobotnych pobierały 44 osoby, w tym 27 mężczyzn (średni wiek: 42 lata). Świadczenia emerytalne oraz rentowe pobierało 522 osób, a zapomogi społeczne 1528 osób.
| Wiek (w latach) | Procent populacji w % |
| --------------- | --------------------- |
| 0 – 4           | 12,0                  |
| 5 – 9           | 12,2                  |
| 10 – 14         | 12,3                  |
| 15 – 19         | 10,7                  |
| 20 – 29         | 15,2                  |
| 30 – 44         | 19,9                  |
| 45 – 59         | 11,8                  |
| 60 – 64         | 1,8                   |
| 65 –            | 4,1                   |

Źródło danych: Central Bureau of Statistics.

## Gospodarka
Lokalna gospodarka opiera się głównie na handlu i rzemiośle. Część mieszkańców pracuje w rolnictwie, utrzymując się głównie z hodowli oliwek. Jednak większość mieszkańców dojeżdża do pracy w pobliskich strefach przemysłowych.

## Transport
Z miasteczka wyjeżdża się na południe na drogę ekspresową nr 77, którą jadąc na zachód dojeżdża się do miejscowości Kefar Kanna lub na wschód do skrzyżowania z drogą nr 65. W 2011 roku w miejscowości było zarejestrowanych 3533 pojazdów silnikowych, w tym 2422 samochodów osobowych (średnia wieku samochodów prywatnych wynosiła 9 lat). W roku tym w mieście doszło do 4 wypadków drogowych.

## Architektura
Pierwotnie była to wieś rolnicza, jednak wraz ze wzrostem liczebności mieszkańców zaprzestano gospodarki rolnej. Kolejne domy budowano w sposób chaotyczny, bez zintegrowanej infrastruktury, która umożliwiałaby korzystanie z budynków publicznych i usług komunalnych.

## Edukacja i sport
W miejscowości znajdują się 3 szkoły podstawowe oraz szkoła edukacji specjalnej. W 2011 roku w 101 klasach uczyło się 2,9 tys. uczniów. Średnia uczniów w klasie wynosiła 29. W północno-zachodniej części miasteczka jest boisko do piłki nożnej.

## Religia
W Turan są trzy kościoły chrześcijańskie (rzymskokatolicki, greckokatolicki i baptystyczny) oraz dwa meczety (Salah a-Din i Sadik Abu Bakr).